# Pad

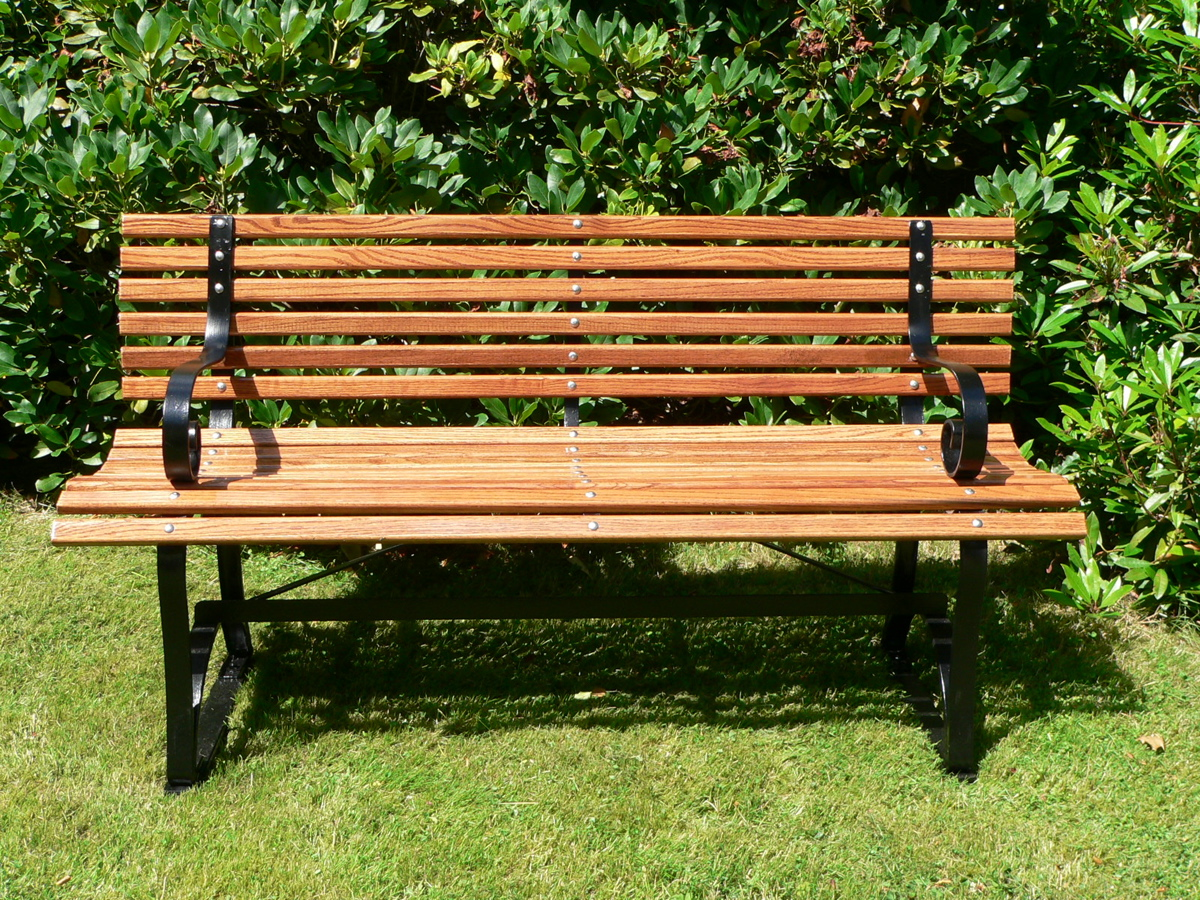
Klasszikus kerti pad

A pad párnázatlan ülőbútor egy sorban ülő több személy számára. Egyszerű formája, a négy lábra fektetett ülőlap már a legkorábbi időkben előfordult. Görögország és Róma már gazdagabban képezte ki, a célszerű bútort állatlábakkal látta el és az ülőlapot profilokkal díszítette. Gyakran készült fémből és ráhelyezett párnák tették kényelmessé. A középkorban a pad a falhoz volt erősítve, az északi népeknél része a falburkolatnak. A 13. században már előfordultak támlás padok. A többnyire durván ácsolt daraboknak csak oldallapjai voltak némi dísszel ellátva, mert a többit a terítők és párnák teljesen elfedték. A gótika a hátlap emelésével és gyakran baldachinszerű kiképzésével új formát honosított meg, melyet gazdag faragott dísszel borított el. További fejlődésében a pad a támlásszék formát követte. Csak a 17. században vált el tőle, ekkor ugyanis gyakran készítették támla nélkül, és miután a ráhelyezett párnáknak nem volt tartásuk, kárpitozták. Később ismét a szék formáit követte.

## Külső hivatkozások
- Egzotikus mexikói és indiai pad